# 161546 Schneeweis
161546 Schneeweis è un asteroide della fascia principale. Scoperto nel 2004, presenta un'orbita caratterizzata da un semiasse maggiore pari a 2,6042707 UA e da un'eccentricità di 0,0390682, inclinata di 5,23262° rispetto all'eclittica.
L'asteroide è dedicato all'ufficiale della marina militare statunitense Scott Schneeweis.